# Mistrzostwa Świata Juniorów w Saneczkarstwie 1998
13. Mistrzostwa Świata Juniorów w saneczkarstwie 1998 odbyły się w łotewskiej Siguldzie. W tym mieście mistrzostwa odbyły się już drugi raz (wcześniej w 1993). Rozegrane zostały cztery konkurencje: jedynki kobiet, jedynki mężczyzn, dwójki mężczyzn oraz zawody drużynowe. W tabeli medalowej najlepsi byli Niemcy.

## Wyniki

### Jedynki kobiet
| Medal | Zawodniczka       | Narodowość        | Czas | Strata |
| ----- | ----------------- | ----------------- | ---- | ------ |
|       | Gabi Bender       | Niemcy            |      |        |
|       | Maryann Baribault | Stany Zjednoczone |      |        |
|       | Anke Wischnewski  | Niemcy            |      |        |

### Jedynki mężczyzn
| Medal | Zawodnik        | Narodowość        | Czas | Strata |
| ----- | --------------- | ----------------- | ---- | ------ |
|       | Mārtiņš Rubenis | Łotwa             |      |        |
|       | Robert Fegg     | Niemcy            |      |        |
|       | Nick Sullivan   | Stany Zjednoczone |      |        |

### Dwójki mężczyzn
| Medal | Zawodnicy                      | Narodowość        | Czas | Strata |
| ----- | ------------------------------ | ----------------- | ---- | ------ |
|       | Christian Niccum/Matt McClain  | Stany Zjednoczone |      |        |
|       | Sebastian Schmidt/André Forker | Niemcy            |      |        |
|       | Steffen Dundr/Jan Eichhorn     | Niemcy            |      |        |

### Drużynowe
| Medal | Zawodnicy | Narodowość        | Czas | Strata |
| ----- | --------- | ----------------- | ---- | ------ |
|       |           | Niemcy            |      |        |
|       |           | Łotwa             |      |        |
|       |           | Stany Zjednoczone |      |        |

## Klasyfikacja medalowa
| Miejsce | Państwo           |   |   |   | Razem |
| ------- | ----------------- | - | - | - | ----- |
| 1.      | Niemcy            | 2 | 2 | 2 | 6     |
| 2.      | Stany Zjednoczone | 1 | 1 | 2 | 4     |
| 3.      | Łotwa             | 1 | 1 | 0 | 2     |